# Algirdas Matulionis
Algirdas Matulionis (* 15. März 1911 in Židikai, Rajongemeinde Mažeikiai; † 19. Mai 1980 in Vilnius) war ein litauischer Forstpolitiker.

## Leben
1930 absolvierte Matulionis die höhere Forstschule in Alytus. Von 1930 bis 1934 arbeitete er als Revierförster in Rokiškis und von 1934 bis 1940 in Raguvėlė im Forstamt Panevėžys. Von 1947 bis 1953 war er sowjetlitauischer Minister für Forstwirtschaft und von 1957 bis 1978  sowjetlitauischer Minister für Forstwirtschaft und Forstindustrie. Von 1953 bis 1956 arbeitete er als stellvertretender Minister für Landwirtschaft.
Sein Sohn ist Arvydas Virgilijus Matulionis  (* 1946), Soziologe.

## Bibliografie
- Tarybų Lietuvos miškų ūkis, 1950 m.;
- Tūrio ugdymas Raguvėlės girininkijos miškuose, su S. Vėgėle, 1966 m. 2 leid. 1974 m.;
- Girių prieglobstyje, 1978 m.